# Vladímirovka (Abjasia)
Vladímirovka (en georgiano: ვლადიმიროვკა) o Katsikit (en abjasio: Кациқыҭ, romanizado: Katsikyt) es un pueblo que pertenece a la parcialmente reconocida República de Abjasia, parte del distrito de Gulripshi, aunque de iure pertenece al municipio de Gulripshi de la República Autónoma de Abjasia de Georgia.

## Toponimia
Desde 1943 a 1955 Vladímirovka se conoció con el nombre de Kodori (en georgiano: კოდორი). En 1996, se cambió al nombre oficial para las autoridades abjasias al actual Katsikit.

## Geografía
Vladímirovka está a 13 km al noroeste de Gulripshi. Limita con Tsebelda en el norte; Pshapi y Dranda en el este, y los pueblos del distrito de Ochamchire de Somjuri Atara, Atara y Adziubzha en el sur y sureste. Al noreste del pueblo hay un terreno montañoso boscoso difícil de penetrar que deriva de la cordillera de Kodori. Las aldeas de Chala, Chernígovka, Estonka, Ganajleba, Jumushkuri, Naa, Shmati y Teji están bajo la administración del pueblo.

## Historia
Después de la expulsión de la población abjasia en la segunda mitad del siglo XIX durante el Muhayir (genocidio circasiano) como resultado de la guerra ruso-circasiana, colonos búlgaros se mudaron en 1879 a la aldea que anteriormente se conocía como Kats (en abjasio: Кац игыларҭа) y luego fue rebautizada como Vladímirovka. Posteriormente se mudaron aquí armenios y georgianos se mudaron aquí. Desde 1943, el pueblo llevó el nombre de Kodori, hasta que en 1955 se le devolvió el nombre de Vladímirovka.
Durante la guerra de Abjasia (1992-1993), la mayoría de la población georgiana abandonó el pueblo. 

## Demografía
La evolución demográfica de Vladímirovka entre 1886 y 2011 fue la siguiente:
| 243                                                 | 1161 | 1091 | 1579 | 1676 |
| (Fuente: Population of Abkhazia since Soviet times) |      |      |      |      |

La población ha aumentado tras la guerra, uno de los pocos casos de aumento de población en Abjasia. En el pasado la mayoría de la población eran rusos y armenios, pero en la actualidad la gran mayoría son armenios (con una minoría de abjasios). 
|              | 2011      | 2011       |
| Grupo étnico | Población | Porcentaje |
| ------------ | --------- | ---------- |
| Georgianos   | 68        | 4,1%       |
| Abjasios     | 202       | 12,1%      |
| Rusos        | 191       | 11,4%      |
| Ucranianos   | 10        | 0,6%       |
| Armenios     | 1175      | 70,1%      |
| Griegos      | 6         | 0,4%       |
| Total        | 1676      | 100%       |